# Ле-Дрю
Ле Дрю (фр. Les Drus) або Шпиль Дрю (фр. Aiguille du Dru) — гора у масиві Монблан, Французькі Альпи. Вона розташована на схід від селища Ле Праз у долині Шамоні.
Гора має дві вершини:
- Гран-Дрю (3 754 м.н.м.) та
- Пті-Дрю (3 733 м.н.м.).

Ці дві вершини розміщені на західному кряжі гори Зелений шпиль (фр. Aiguille Verte, 4 122 м.н.м.) та поєднані між собою сідловиною Бреш дю Дрю (3 697 м.н.м.).
Північна стіна Пті-Дрю вважається однією з шести великих північних стін Альп.

## Сходження

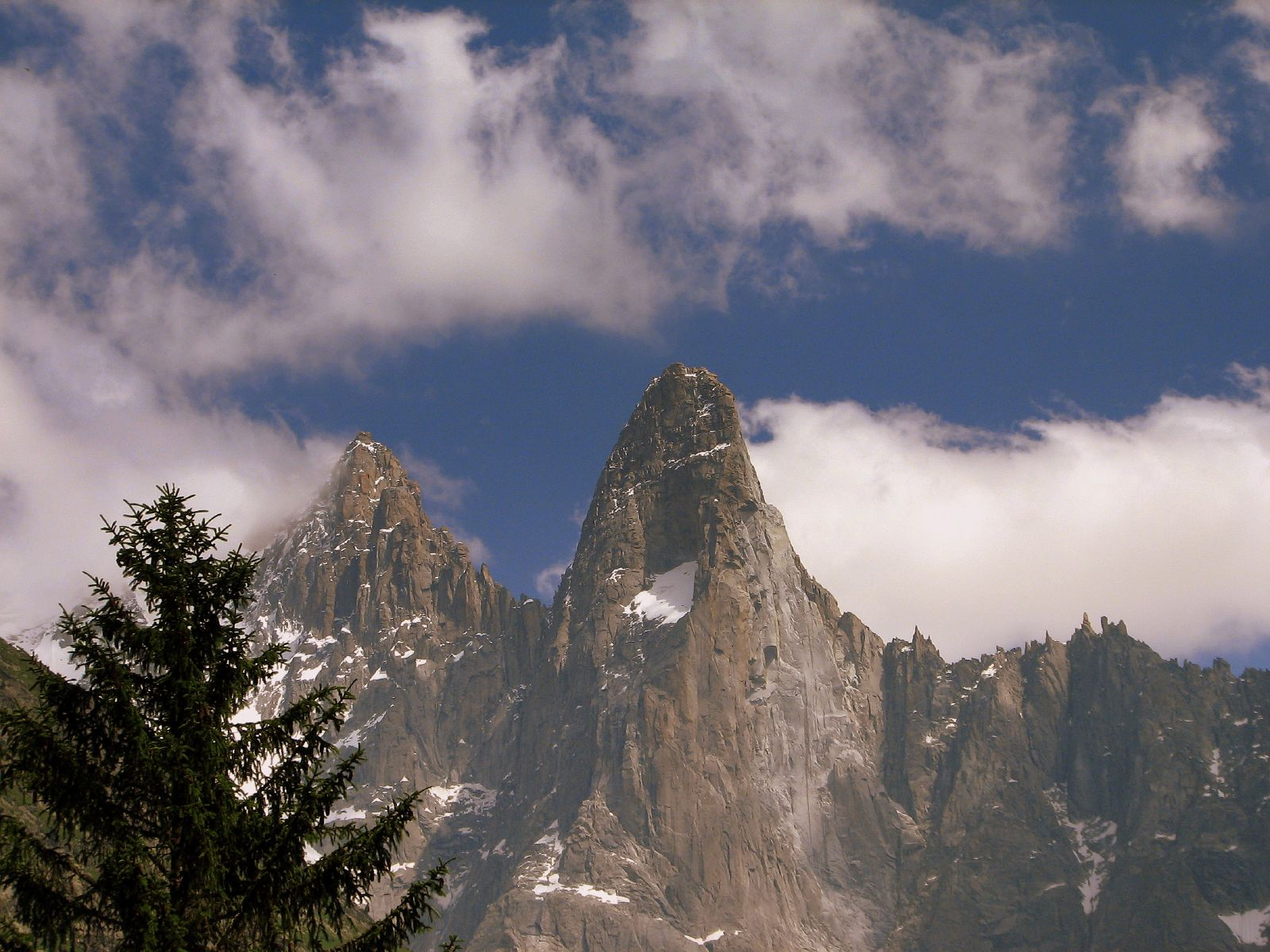
Північна стіна Пті-Дрю (в центрі, з великою плямою снігу) 2008 р. Справа видно західну та південно-західну стіну зі свіжими слідами обвалу. Вершина зліва — Зелений шпиль

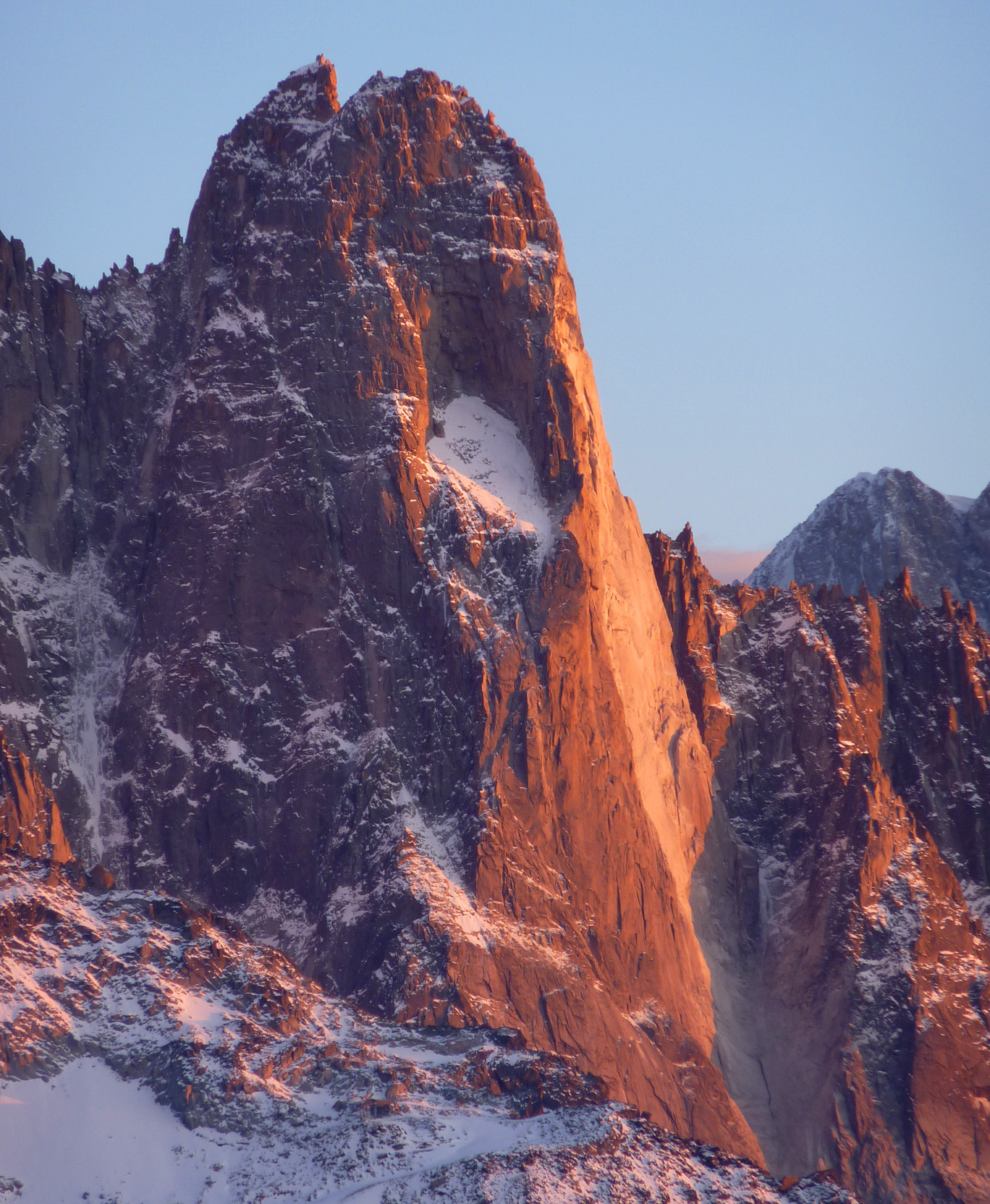
Північна стіна Пті-Дрю зі сніговим полем

Перше сходження на Гран-Дрю здійснили британські альпіністи Клінтон Томас Дент і Джеймс Волкер Гартлі з гірськими гідами Александером Бургенером та К.Мауером; вони піднялися південно-східною стіною 12 вересня 1878 року. Пті-Дрю була підкорена наступного року, 29 серпня 1879 Дж. Е. Шарле-Стратоном, П.Пайо та Ф.Фолліньє південною стіною та південно-західним кряжем.
1889 року на обидва шпилі Дрю було здійснено перше сходження від Пті-Дрю до Гран-Дрю двома командами. Одна команда складалася з Кетрін Річардсон та гідів Еміля Рея та Жаан-Баптіста Біща, а друга з панів Неша та Вільямса з гідами Франсуа Сімоном, Фредеріком Пайо та Едуаром Купеліно.
Перший траверс через дві вершини Ле Дрю був здійснений Е.Фонтеном та Дж. Раванелем 23 серпня 1901 року, а перший зимовий — Арманом Шарле та Каміль Девуассу 25 лютого 1938 року.

### Північна стіна
Північна стіна Пті-Дрю висотою падіння бл. 700 метрів вважається однією з шести великих північних стін Альп.
Перший підйом по північній стіні здійснили П'єр Аллен та Р.Лайнінгер 1 серпня 1935 р.
Перше зимове сходження — 1964 року Жорж Пайо, Івон Масіно, Жерар Девуассу. А перше одиночне сходження — 1955 року Вальтер Бонатті.
Значущі підйоми:
- 1982 — Томас Бубендорфер піднявся по північній стіні Гран-Жораса та по північній стані Пті-Дрю — обидва підйоми одиночні, без страхування та за час менший ніж 7 годин[4];
- 1993 року Елісон Харгрейв стала першою жінкою, які піднялася всіма шістьма великими північними стінами сама в межах одного року, а її загальний час підйомів склав менше 24 годин[5];
- 2008 року Роджер Шелі піднявся шістьма великими північними стінами протягом 45 днів (цей час довго вважався мінімальним для підйому на всі шість стін)[6]

### Західна та південно-західна стіни

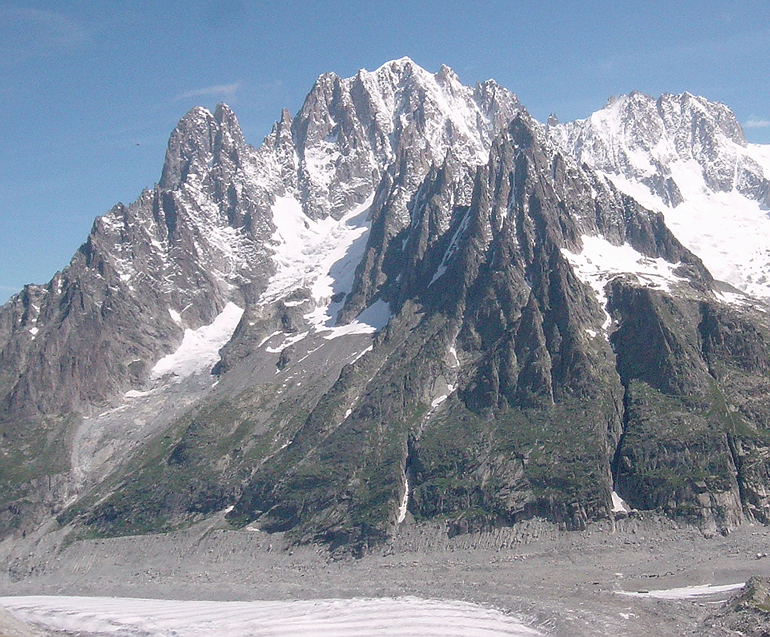
Шпиль Дрю (зліва), який видно як продовження західного кряжу Зеленого шпилю (центр вгорі)

На цих скельних стінах висотою 1000 метрів відбуваються серйозні каменепади — у 1950 р., 1997 р. 2003 р.,, 2005 р. та 2011 р., які сильно вплинули на структуру гори та знищили ряд маршрутів підйому. Шрами від них добре видно з долини Шамоні.
На час першого підйому по північній стіні П'єр Аллен вважав, що по західній стіні піднятися неможливо; але команда з А.Дагорі, Гвідо Маньоне, Люсьєна Берардіні та пана Лайна успішно її подолала в результаті серії спроб 5 липня та 17–19 липня 1952 року, хоча і з великою кількістю спеціальних засобів.
17–22 серпня 1955 року італійський скелелаз Вальтер Бонатті піднявся складним одиночним маршрутом по південно-західному стовпу Пті-Дрю (стовп Бонатті); цей маршрут, як і багато інших по західній стіні, внаслідок каменепадів в первісному стані більше не існує.
Через сім років, 24–26 липня 1962 року, Гері Геммінг та Роял Робінс піднялися «Американським прямим підйомом», більш прямими маршрутом вгору, ніж маршрут 1952 р. А 10–13 серпня 1965 року Роял Робінс, цього разу у компанії Джона Хартліна піднявся маршрутом «Американський прямий підйом». Цей маршрут був знищений каменепадом 2005 року.

## Статуя на вершині

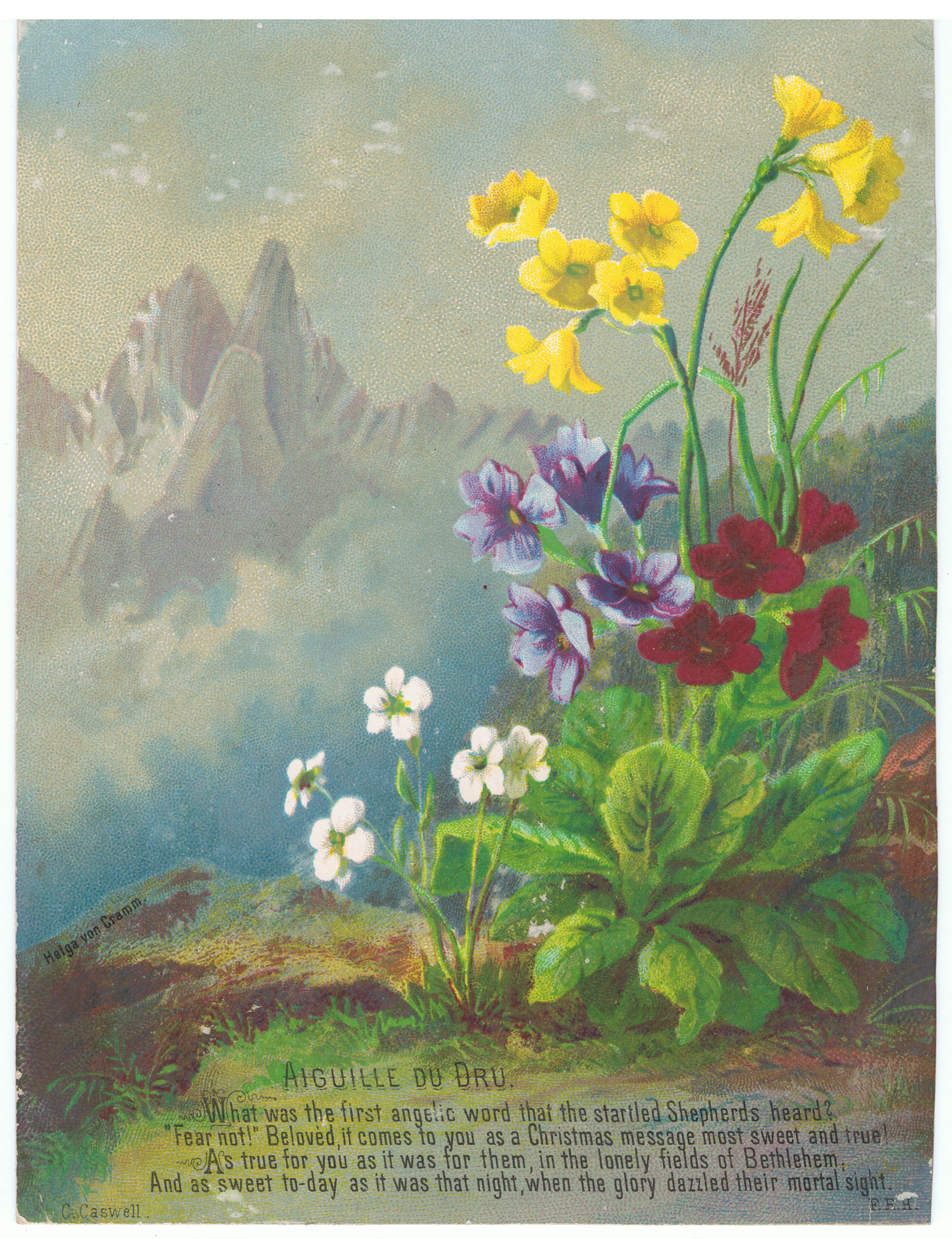
Хромолітографія Хельги фон Крамм, з віршем Ф. Р. Хавергала, кінець 1870-х.

4 вересня 1913 року команда скелелазів під керівництвом Каміль Сімон та Робертса Шарле-Стратона зробила спробу підняти порожню всередині металеву статую Діви Марії Лурдської на вершину. Статуя майже метрової висоти та вагою 13 кг, зроблена з алюмінію, була вимушено залишена на кам'яному уступі на висоті 3 000 м.н.м. через погану погоду, і лише 18 вересня 1919 року її таки підняла на вершину команда з Аргентьєра: Альфред, Артур, Каміль, Жозеф та Жюль-Фелісьян Раванель з сільським священиком абатом Алексісом Куттіном